# 빌헬름 1세 (뷔르템베르크)

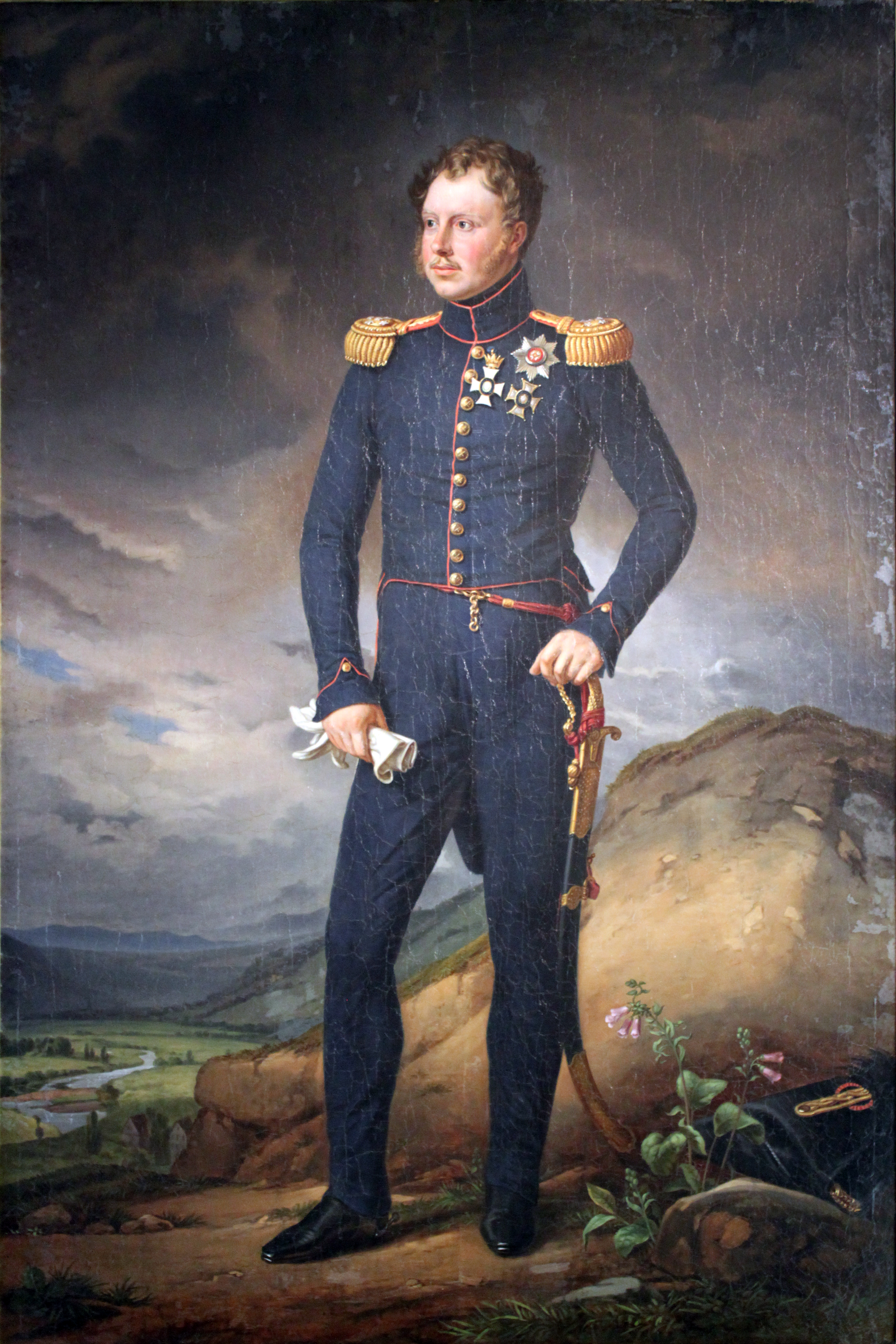
빌헬름 1세

빌헬름 1세(Wilhelm I.)는 1816년 10월 30일부터 그가 사망할 때까지 뷔르템베르크의 국왕이었다.
빌헬름이 즉위한 후, 뷔르템베르크는 1816년 "여름 없는 해"에 농작물 실패와 기근을 겪고 있었다. 취임 후, 그는 대대적인 개혁을 시작했다. 그의 48년 통치 기간 동안, 왕국은 다른 분모 군주국과 이질적인 농업 국가에서 공동의 정체성과 잘 조직된 관리를 가진 입헌 국가로 옮겨갔다.
그의 성공적인 국내 정책과 더불어, 그는 그의 통치 기간 내내 독일과 유럽의 외교 정책에 중점을 둔 야망을 추구했다. 프로이센과 오스트리아의 강대국들과 함께, 그는 바이에른, 작센, 하노버, 뷔르템베르크와 같은 형태의 세 번째 주요 독일 세력을 꿈꿨다. 비록 이 계획은 성공하지 못했지만, 그것은 그의 통치 기간 동안 일관되고 일관적이며 목표에 맞는 정책을 보장했다.
빌헬름은 1848년 프랑크푸르트 국가헌법을 인정해야 했던 유일한 독일 군주였다. 그해 3월 혁명이 실패한 후, 그는 혁명 이전부터 그의 자유주의적 이미지에 반하는 반동 정책을 추구했다. 그는 1864년 바트 칸슈타트(Bad Cannstatt)의 로젠슈타인성(Schloss Rosenstein)에서 사망했고 뷔르템베르크 영묘(Grabkapelle auf dem Württemberg)에 묻혔다.